# Bill Graves
Pour les articles homonymes, voir William Graves (homonymie).
William Preston Graves dit Bill Graves, né le 9 janvier 1953 à Salina (Kansas), est un homme politique américain du Parti Républicain. Il a été le 43e gouverneur du Kansas, entre 1995 et 2003, poste auquel il a succédé à Joan Finney, première femme gouverneur du Kansas.